# Arisa (Manga)
Arisa ist eine Manga-Reihe von Natsumi Andō, die seit 2009 in Japan erscheint. Das Werk ist ins Genre Shōjo einzuordnen und wurde in mehrere Sprachen übersetzt.

## Inhalt
Die Zwillinge Arisa Sonoda (園田 ありさ, Sonoda Arisa) und Tsubasa Uehara (上原 つばさ, Uehara Tsubasa) leben nach der Trennung ihrer Eltern ebenso getrennt. Jedoch halten sie weiter Kontakt per Brief und treffen sich nach drei Jahren als 14-Jährige das erste Mal wieder. Tsubasa ist an ihrer Schule unbeliebt, im Gegensatz zu Arisa. So beschließen beide, für einen Tag die Rollen zu tauschen, um das Leben der anderen kennenzulernen.
Tsubasa genießt das Leben als ihre Schwester, doch am Ende des Tages stürzt sich Arisa aus dem Fenster. Zwar überlebt sie, liegt aber im Koma. In ihrem Spind findet Tsubasa einen Zettel, in dem Arisa als Verräterin bezeichnet wird. Um herauszufinden, warum ihre Schwester Selbstmord begehen wollte, schlüpft sie weiter in Arisas Rolle. So erfährt sie von einer Sekte, die in der Schule umgeht und einem König, der diese kontrolliert. Tsubasa will herausfinden, wer der König ist und verdächtigt zunächst Manabe. Es stellt sich jedoch heraus, dass dieser ebenfalls den König finden und vernichten will und beide verbünden sich.
Eines Freitags in der vierten Stunde erhalten alle aus der Klasse 2B eine SMS vom König, in der steht, dass dieser jetzt nur noch die Wünsche von fünf Auserwählten entgegennimmt. Arisas Freundin Mariko Takagi ist eine der Auserwählten und bemerkt, dass sich Arisa ungewöhnlich verhält. Sie wünscht sich vom König, dass er ihr die alte Arisa zurückgibt. Dieser trägt Mariko dafür auf, die neue Arisa zu beseitigen. Als Mariko versagt, bekommt sie die „Strafe des Königs“ und wird in der Klasse von allen ignoriert. Schlussendlich verlässt sie die Schule, doch Arisa und Mariko bleiben Freunde.
Zu den anderen Auserwählten gehören Manabe, dieser gibt Tsubasa allerdings seinen Code, Arisas Freund Midori, Rei, Shizuka und Mariko. Auf einem Schulausflug beobachtet Midori, dass Arisa nur noch bei Manabe ist und verlässt sie. Shizuka, eine Schülerin, die im Rollstuhl sitzt, hasst Arisa und beschuldigt sie, der König zu sein. Shizuka besitzt die drei Handys, weil Manabe diese Arisa weggenommen hat. Rei Kudō ist ein geheimnisvoller Schüler der neu in Arisas Klasse gekommen ist. Tsubasa versucht nach dem Schulausflug Shizuka die schönen Seiten des Lebens zu zeigen und wird dabei vom König verraten. Shizuka erfährt, dass sich Tsubasa als Arisa verkleidet und dass die beiden Zwillinge sind. Sie glaubt, dass Tsubasa und Arisa sich über sie lustig machen und wünscht sich, dass Arisa verschwindet. Tsubasa wird panisch und geht zur Klinik. Der König aber erfüllt einen anderen Wunsch, Manabe nimmt alle Handys und wird von einem Krankenwagen angefahren. Er überlebt, muss aber im Krankenhaus bleiben.

## Veröffentlichung
Der Manga erschien in Japan in des Ausgaben 2/2009 vom 17. Dezember 2008 bis 9/2012 vom 3. August 2012 im Magazin Nakayoshi des Verlags Kodansha. Die Einzelkapitel erschienen auch in zwölf Sammelbänden.
Eine englische Übersetzung erschien in den USA zuerst bei Del Rey und wurde dann von Kodansha Comics USA fortgesetzt, Sharp Point Press veröffentlicht den Manga in Taiwan. Eine deutsche Fassung erschien von November 2010 bis November 2013 beim Carlsen Verlag mit allen Bänden.